# Síndrome de Marinesco-Sjögren
El síndrome de Marinesco-Sjögren es una enfermedad rara de carácter hereditario que se transmite de padres a hijos según un patrón autosómico recesivo. Fue descrito por Gheorghe Marinescu (1863-1938) y Torsten Sjögren (1896-1974).
Los primeros síntomas aparecen durante la infancia y consiste en dificultad para caminar guardando correctamente el equilibrio, por atrofia del cerebelo (ataxia cerebelosa), retraso mental y físico, corta estatura y perdida de visión debida a la aparición precoz de catarata (catarata congénita). También es frecuente la existencia de pérdida de tono muscular (hipotonía), falta de desarrollo de los órganos sexuales (hipoganadismo), pérdida de reflejos osteotendinosos (arreflexia) y calvicie difusa.
La enfermedad afecta a entre 1 y 9 personas por millón de habitantes, el defecto genético que la ocasiona está localizado en el gen SIL1 del cromosoma 5q31, puede estar originada por varias mutaciones diferentes.
No existe ningún tratamiento especiífico para conseguir la curación, sin embargo las medidas encaminadas a mejorar los síntomas son de gran utilidad. Se recomienda cirugía para tratar la catarata, administración de hormonas sexuales cuando existe hipogonadismo y medidas de rehabilitación y tratamiento ocupacional que son muy útiles para mejorar la funcionalidad. En general los pacientes pueden alcanzar edades avanzadas, aunque con diferentes grados de discapacidad.